# ナチュラルレイン
ナチュラルレインは日本のオンライン作家。代表作はクリオネの灯り。

## 概要
2004年、作品の第一弾となるクリオネの灯りを公開する。この作品が長期間にわたってランキングサイトで上位に入ったことや、Yahoo! JAPANによる「ネットの名作！泣けるサイト特集」に選出されたことにより、その評判が広がった。
いじめ、リストカット、自殺などの現代社会が持つ問題をテーマにすえたものが多く、グラフィックストーリーと呼ばれる絵と文章の組み合わせによって表現する作風を得意としている。
また、楽曲のプロデュース・作詞も行っており神馬譲、naki、佳織みちるなどのミュージシャンと共に楽曲の制作も行っている。

## 作品

### 小説
- クリオネの灯り
- 小さな天使が眠るとき
- ないしょ話はキミの匂い

### 楽曲
空ヲ飛ブ風
作詞:ナチュラルレイン　作曲:Satoru　歌唱:naki
リアルフレンド
作詞:ナチュラルレイン　作曲:神馬譲　歌唱:夜岬杞憂、葉月ゆら、naki
夜明け前の遠い月
作詞:ナチュラルレイン　作曲:秋山裕和　歌唱:五十嵐明日香